# Eriogonum cronquistii
Eriogonum cronquistii är en slideväxtart som beskrevs av James Lauritz Reveal. Eriogonum cronquistii ingår i släktet Eriogonum och familjen slideväxter. Inga underarter finns listade i Catalogue of Life.